# Palaeacanthocephala
Palaeacanthocephala is een klasse binnen de haakwormen (Acanthocephala).

## Taxonomie
De volgende ordes zijn bij de Palaeacanthocephala ingedeeld:
- Echinorhynchida
- Polymorphida